# Réseau carpien dorsal
Le réseau carpien dorsal est le système artériel du dos de la main au niveau du poignet constitué des anastomoses du rameau carpien dorsal de l'artère radiale, du rameau carpien dorsal de l'artère ulnaire, de l'artère interosseuse antérieure et de l'artère interosseuse postérieure.
Du réseau émergent les trois artères métacarpiennes dorsales.